# Junhac
Junhac är en kommun i departementet Cantal i regionen Auvergne-Rhône-Alpes i mitten av Frankrike. Kommunen ligger  i kantonen Montsalvy som ligger i arrondissementet Aurillac. År 2022 hade Junhac 288 invånare.

## Befolkningsutveckling
Antalet invånare i kommunen Junhac
Referens:INSEE